# Doamna cu cățelul (film)
Doamna cu cățelul (titlul original: în rusă Дама с собачкой, transliterat: Dama s sobacikoi) este un film dramatic sovietic, realizat în 1960 de regizorul Iosif Heifiț, după povestirea omonimă din 1899 a scriitorului Anton Cehov, protagoniști fiind actorii Iia Savvina și Aleksei Batalov.

## Distribuție
- Iia Savvina – Anna Sergheevna
- Aleksei Batalov – Dmitri Gurov
- Nina Alisova – soția lui Gurov
- Dmitri Zebrov – Dideriț, soțul Annei Sergheevna
- Panteleimon Krîmov – Aleksei Semionovici Frolov
- Iuri Medvedev – un oficial, partener la jocuri de cărți al Clubului Doctorilor
- Iuri Svirin – un profesor, partener la jocul de cărți
- Vladimir Erenberg – prietenul lui Gurov
- Galina Barîșeva – rol episodic
- Kiril Gunn – un oficial
- Zinaida Dorogova – cântăreața în restaurant
- Mihail Ivanov – un portar
- Gheorghi Kurovski – cântăreț, invitat al Gurovilor
- Svetlana Mazovețkaia – fiica guvernatorului Saratovului
- Aleksandr Orlov – artistul cu chitara
- Pavel Pervușin – rol episodic
- Mariana Safonova – soția lui Frolov
- Lev Stepanov – un vânzător de câini la „Fru-Fru”
- Nikolai Kuzmin – un vânzător de câini la „Fru-Fru” (nemenționat)
- Liubov Malinovskaia – doamna la teatru (nemenționat)
- Radner Muratov – un chelner în cafeneaua „Ialta” (nemenționat)
- Tamara Timofeeva – oaspetele în sufragerie (nemenționat)
- Iakov Gudkin – pasagerul pe vapor (nemenționat)

## Lansare
A fost lansat în anul 1960 și a avut parte de succes comercial, fiind vizionat de 17,9 milioane de spectatori în cinematografele din Uniunea Sovietică.

## Premii și nominalizări
- La Festivalul Internațional de Film de la Cannes, filmul a câștigat un premiu pentru înalt umanism și calități artistice excelente, iar British Film Institute a inclus poza „Doamna cu cățelul” în lista celor mai bune filme ale anului.[3]